# 譚定坤
譚定坤 (Tam Ting Kwan)，1963年以前曾使用藝名：「新梁醒波」，大胖子，走丑生路線，身型、做手及唱腔均與梁醒波相似；渾號「千面笑匠」，香港粵劇丑生及電影演員 。
1973年11月與林家聲、吳君麗、尤聲普、李錦帆、李嘉鳳、尹飛燕等合演粵劇
曾在1979年2月22日( 星期四)晚上連續10晚，參演「花錦繡」粵劇團，在啟德遊樂場的「珍寶戲院」演出，林錦棠為文武生；李鳳為正印花旦；陳燕棠為騎龍武生；南鳳為二幫花旦；新加坡演員李文華為小生；其他演員有馬師鉅、潘家碧。

## 部份譚定坤的電影
1. 粵語電影《穆桂英楊宗保大破天門陣》(1957年)，飾演焦贊；
2. 粵語電影《拉車行大運》(1961年3月)，飾演收買佬；
3. 潮語電影《陳三五娘》(1961年4月)，飾演林大；
4. 粵語電影《雌雄劍贖母報父仇》(1961年7月)，飾演安伯；
5. 粵語電影《夫證妻兇》(1961年7月)，飾演龍知縣；
6. 粵語電影《冤魂塔》(1961年8月)，飾演閻羅王；
7. 粵語電影《一柱擎天雙虎將》(1961年12月)，飾演千總；
8. 粵語電影《鍾無艷掛帥征西》(1962年1月)，飾演晏子；
9. 粵語電影《大戰泗洲城》(1962年2月)，飾演言揚；
10. 粵語電影《孫悟空鬧龍宮》(1962年2月)，飾演沙僧；
11. 粵語電影《千里送皇姑》(1962年3月)，飾演廟祝；
12. 粵語電影《歌唱仕林祭塔》(1962年12月)，飾演仙翁；
13. 粵語電影《妙賊》(1963年5月)，飾演程知府；
14. 粵語電影《好仔不如好新抱》(1964年7月)，飾演義哥；
15. 粵語電影《孫悟空大鬧雷音寺》(1965年6月)，飾演東海龍王；
16. 粵語電影《情俠鬧璇宮》(1967年2月)，飾演張家福；
17. 粵語電影《龍鳳爭掛帥》(1967年3月)，飾演司徒夢。

## 外部連結
- 香港電影資料館有關譚定坤參演電影的記錄[永久]
- 香港影庫：譚定坤的照片冊（页面存档备份，存于）
- 譚定譚的演出及類近梁醒波的唱腔片斷（页面存档备份，存于）侵犯版權?